# Јејтс Сентер (Канзас)
Јејтс Сентер (енгл. Yates Center) град је у америчкој савезној држави Канзас.

## Демографија
По попису из 2010. године број становника је 1.417, што је 182 (-11,4%) становника мање него 2000. године.
| Група             | 2000.         | 2010.         |
| Белци             | 1.557 (97,4%) | 1.341 (94,6%) |
| Афроамериканци    | 3 (0,2%)      | 5 (0,4%)      |
| Азијати           | 0 (0,0%)      | 2 (0,1%)      |
| Хиспаноамериканци | 24 (1,5%)     | 23 (1,6%)     |
| Укупно            | 1.599         | 1.417         |